# Yutaka Sado
Yutaka Sado (佐渡 裕?; Kyoto, 13 maggio 1961) è un direttore d'orchestra giapponese.

## Biografia
Mentre frequentava ancora il conservatorio, Yutaka Sado entrò nella Kansai Nikikai, una scuola di opera giapponese, dove ebbe l'opportunità di lavorare con la New Japan Philharmonic e la Kyoto Symphony Orchestra, apprendendo il repertorio operistico. Nel 1987, si recò negli Stati Uniti per partecipare al Tanglewood Music Festival, dove studiò con Seiji Ozawa. Vinse poi il Davidoff Special Prize in un concorso a Schleswig-Holstein in Germania. Ritornò quindi in Giappone come assistente di Ozawa e fece il suo debutto alla guida della New Japan Philharmonic a Tokyo con una serie di sinfonie di Haydn. Studiò poi con  Charles Dutoit, Gennady Rozhdestvensky e Leonard Bernstein, con il quale fece una tournée in Unione Sovietica ed in Germania.
Sado vinse il primo premio e divenne il primo vincitore di nazionalità giapponese a conquistare l'International de Jeunes Chefs d'Orchestre a Besançon in Francia nel 1989. Nel 1990, partecipò al Pacific Music Festival a Sapporo in Giappone, con Christoph Eschenbach e Michael Tilson Thomas.
Nell'ottobre 1993, divenne direttore principale dell'Orchestre Lamoureux e due anni dopo, nel 1995, vinse la prima edizione della Leonard Bernstein Jerusalem International Music Competition.
Nel 2010 debutta nella direzione di Peter Grimes (Britten) con Neil Shicoff e nella direzione d'opera in Italia al Teatro Regio di Torino dove nel 2012 dirige Carmen (opera) con Anita Rachvelishvili e nel 2015 Le nozze di Figaro con Carmela Remigio e Matteo Peirone.